# Shark-Finning
Shark-Finning (auch Hai-Finning oder kurz Finning) bezeichnet das Abtrennen der Finne (Rückenflosse) und anderer Flossen des Hais (englisch shark) und die anschließende Entsorgung des Tieres im Meer. Der Hai wird dafür normalerweise nicht getötet, er ist danach jedoch schwimmunfähig und sinkt zu Boden, wo er durch Ersticken verendet oder von anderen Fleischfressern gefressen wird.

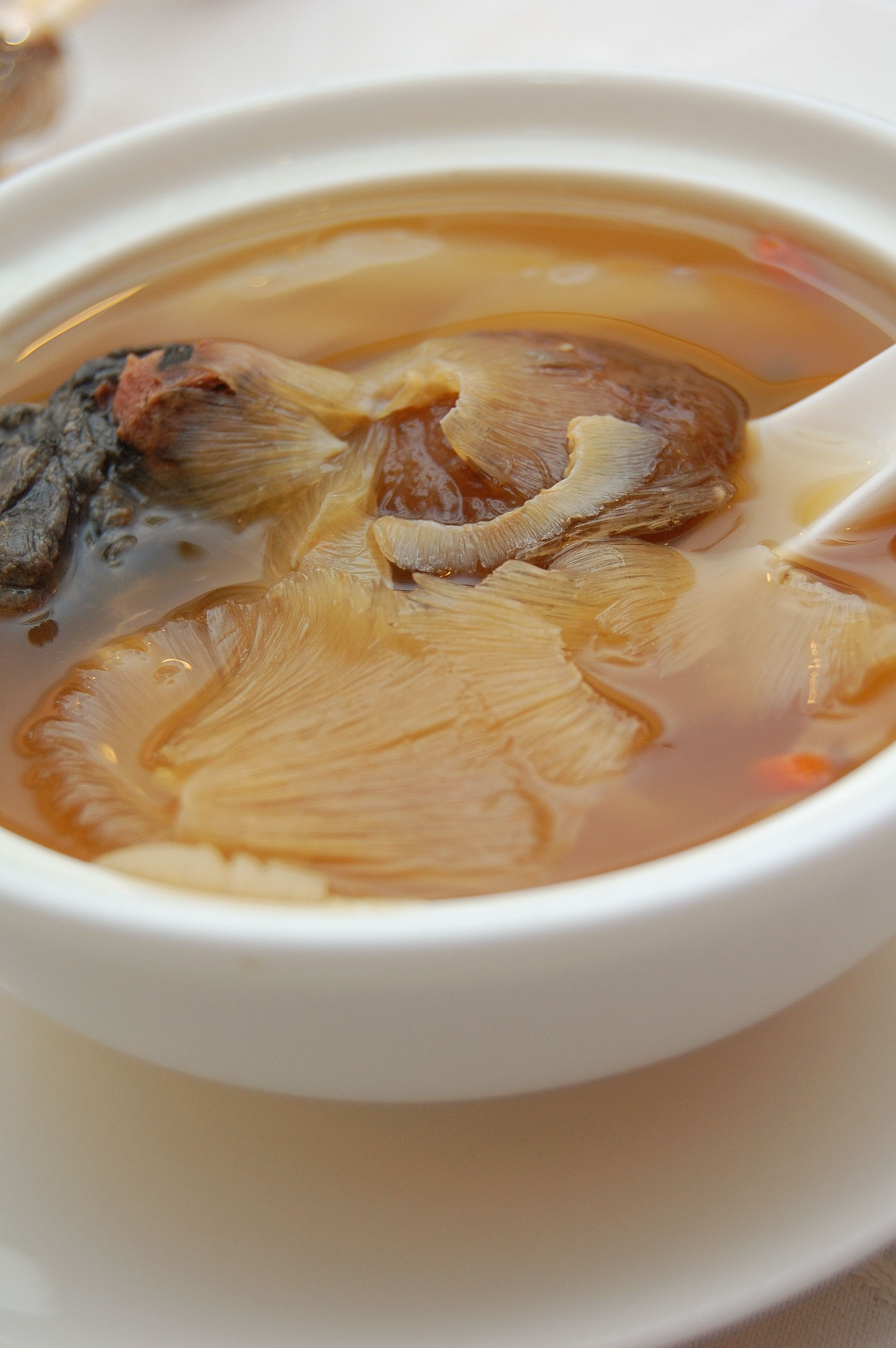
Haifischflossensuppe

## Hintergrund

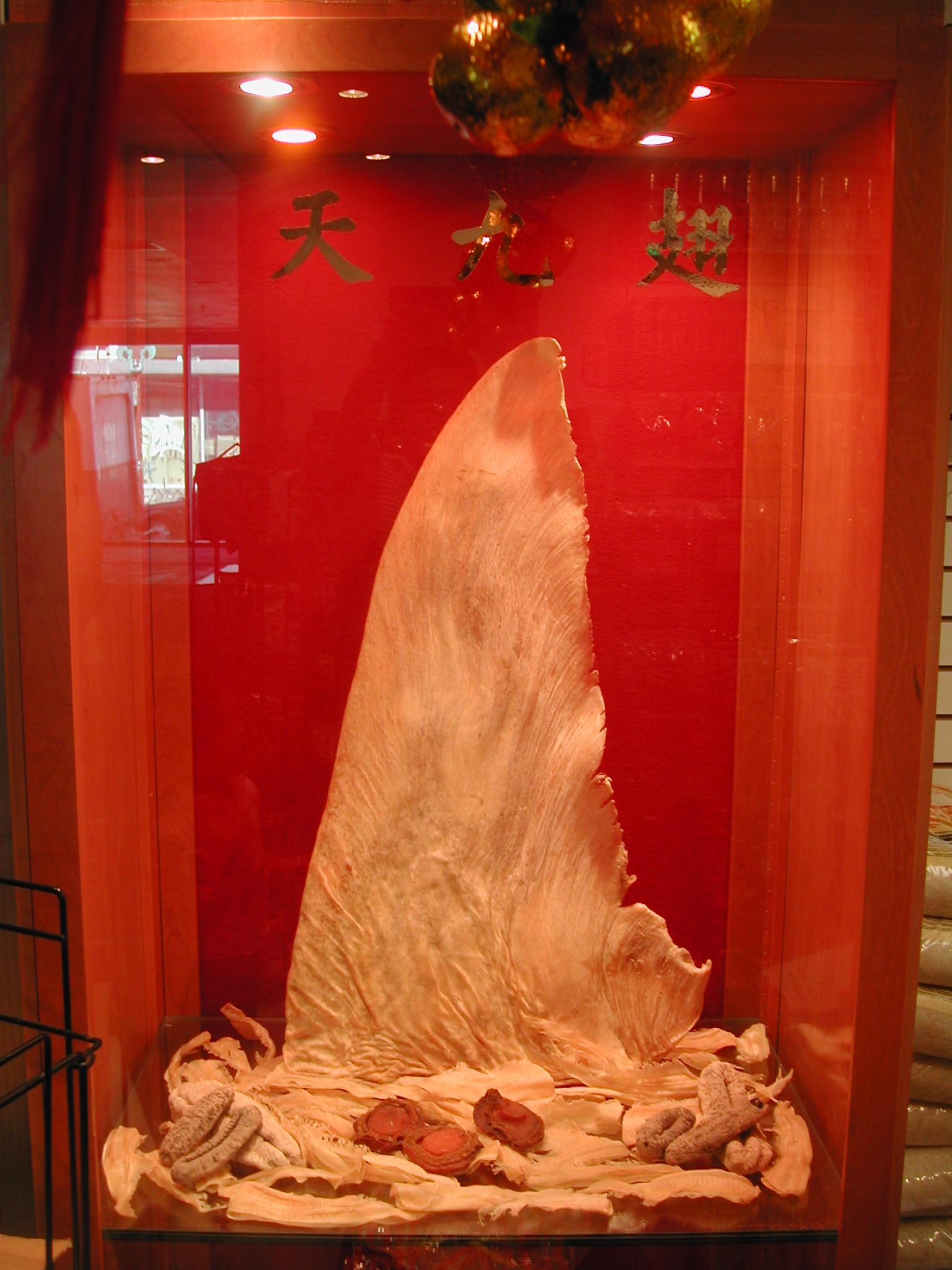
Eine getrocknete Haiflosse in einem Restaurant

Zum Fang der Haie wird meist mit der Langleine gefischt. Langleinen-Fischerei stellt heute die Hauptursache für den Rückgang der Haipopulation weltweit dar. Da das Shark-Finning auf See durchgeführt wird, müssen die Fischer nur die Flossen an Land transportieren und werfen den „restlichen“ Hai, dessen Fleisch als zu wenig wertvoll gilt, um es zu transportieren, ins Meer zurück. Die Flosse wird dann an Land getrocknet und verkauft. Beim Shark-Finning gibt es keinerlei Einschränkungen bezüglich der Größe, des Alters oder der Haiart; jeder Fisch, der dafür gefangen wird, wird „gefinnt“ und kommt danach zu Tode.
Das Shark-Finning hat in den letzten Jahren und Jahrzehnten durch die Erhöhung der Nachfrage stark zugenommen, insbesondere durch den wachsenden Bedarf in China zur Herstellung von Haifischflossensuppe. Aufgrund des dort wachsenden Wohlstandes wurde ein Boom ausgelöst, da die Suppe wegen des hohen Preises von teilweise über 600 US-Dollar pro Kilogramm getrocknete Flosse als Prestigeobjekt serviert wird. Aber auch für traditionelle chinesische Medizin wird die getrocknete Flosse verwendet.

Entwicklung des Haifangs seit 1950

Das Shark-Finning ist weltweit verbreitet und wird nicht überwacht. Schätzungen zur Anzahl der Haie, die nur wegen ihrer Flossen getötet werden, gingen in den Jahren 1996 bis 2000 von 26 bis 73 Millionen Haien aus, was ein rechnerisches Mittel von 38 Millionen jährlich ergeben würde. Die Gesamtzahl der getöteten Haie wird auf bis zu 100 Millionen pro Jahr geschätzt. Etwa 8.000 Tonnen Haiflossen werden jedes Jahr verarbeitet, wobei die Flossen lediglich rund 4 Prozent des Körpergewichts eines Hais ausmachen. Das bedeutet, dass rund 200.000 Tonnen an Haien ins Meer zurückgeworfen werden.
Nach Einschätzung von Spezialisten wird die weltweite Haipopulation innerhalb des nächsten Jahrzehntes durch die Langleinen-Fischerei auf Haie kollabieren. Durch die starke Überfischung haben die Bestände keinerlei Chance mehr, sich zu regenerieren. Ein Grundproblem der Haie ist ihre langsame Fortpflanzungsrate. Viele Arten benötigen 25 bis 30 Jahre, bis sie die Geschlechtsreife erreichen. Danach bekommen sie teilweise nur alle zwei Jahre Nachkommen.
Der Einfluss auf die jeweiligen Ökosysteme ist derzeit nicht abzusehen. Insbesondere werden auch die Teile der Bevölkerung, die den Hai als Speisefisch nutzen, nachhaltig bei ihrer oft traditionellen Nahrungssuche behindert. Gerade in den Entwicklungsländern wird dies zu einer weiteren Verschärfung der Nahrungsmittelknappheit führen. Beim Shark-Finning werden bis zu 98 Prozent des Haies ungenutzt vernichtet.
Tierschützer weisen darauf hin, wie qualvoll der Tod nach Finning ist. So müssen Haie immer in Bewegung bleiben, um ihre Kiemen mit Wasser zu umspülen. Können sie dies nicht, ersticken sie qualvoll und sehr langsam (teilweise über mehrere Tage).
Als Schlüsselart haben Haie einen enormen Einfluss auf fast alle Arten im Ozean. Entfernt man eine solche Schlüsselart aus dem System, schädigt man damit die gesamte Nahrungskette. Die Artenvielfalt sinkt dramatisch ab, was auch Einfluss auf den Fischfang der Menschen hat.

## Internationale Aufnahme

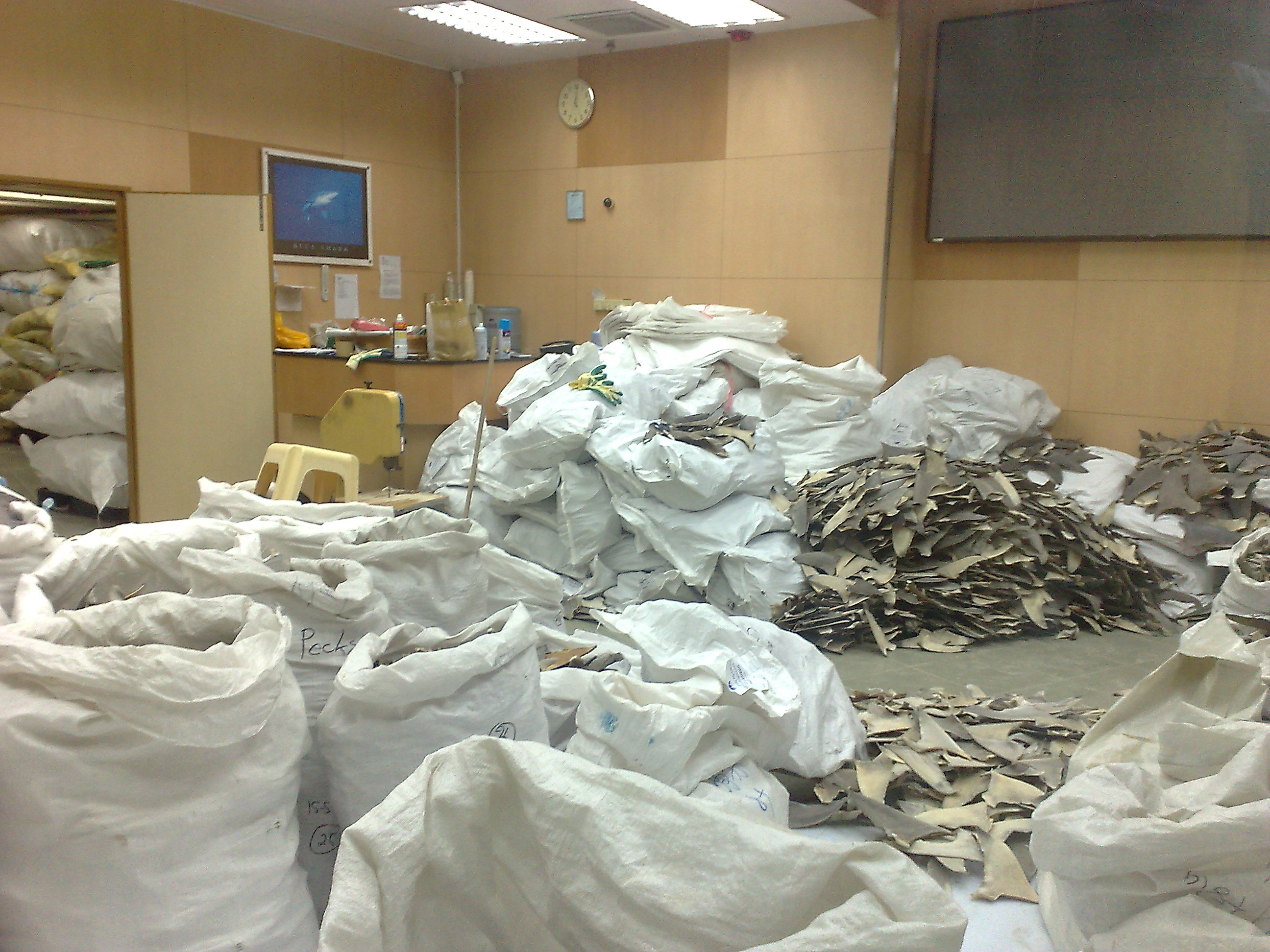
Haifischflossen-Lagerhaus in Hongkong

Das Shark-Finning wird von weiten Teilen der Bevölkerung außerhalb Ostasiens und von Naturschützern weltweit abgelehnt. Gerade das Shark-Finning und das Fischen mit der Langleine wird für den dramatischen Rückgang der Populationen weltweit verantwortlich gemacht.
Zum Schutz der Haie vor dem Finning wurden einige Gesetze neu erlassen, die aber in internationalen Gewässern praktisch nicht überwacht werden. Internationale Fischereibehörden versuchen derzeit, das Fangen von Haien im Atlantik und Mittelmeer zu verbieten. Das Shark-Finning ist im östlichen Pazifik bereits verboten. Während versucht wird, dieses Fangverbot zu überwachen, werden im Indischen Ozean und im restlichen Pazifik Haie weiterhin gefangen und auch „gefinnt“. In Thailand und Singapur konnte der Konsum von Haifischflossen durch große Aufklärungskampagnen um 25 Prozent gesenkt werden. Bei der internationalen Konferenz des Washingtoner Artenschutzübereinkommens (CITES) im Jahr 2010 scheiterte ein Schutz von Fischen und Haien aufgrund des Widerstands asiatischer Staaten, insbesondere von Japan.

### Ecuador
Im September 2004 wurde von der Regierung von Ecuador ein vollständiges Fangverbot für Haie und ein Exportverbot für Haiflossen erlassen. Dieses Verbot wird unterlaufen, oft mit Billigung der ecuadorianischen Marine. Nach einem Besuch der Galápagos-Inseln im September 2004 hob der damalige Staatspräsident Lucio Gutiérrez das Exportverbot für Flossen auf, wenn der Hai als Beifang gefangen wurde. Dies kam faktisch einem Ende des Schutzes der Haie gleich.

### Malaysia

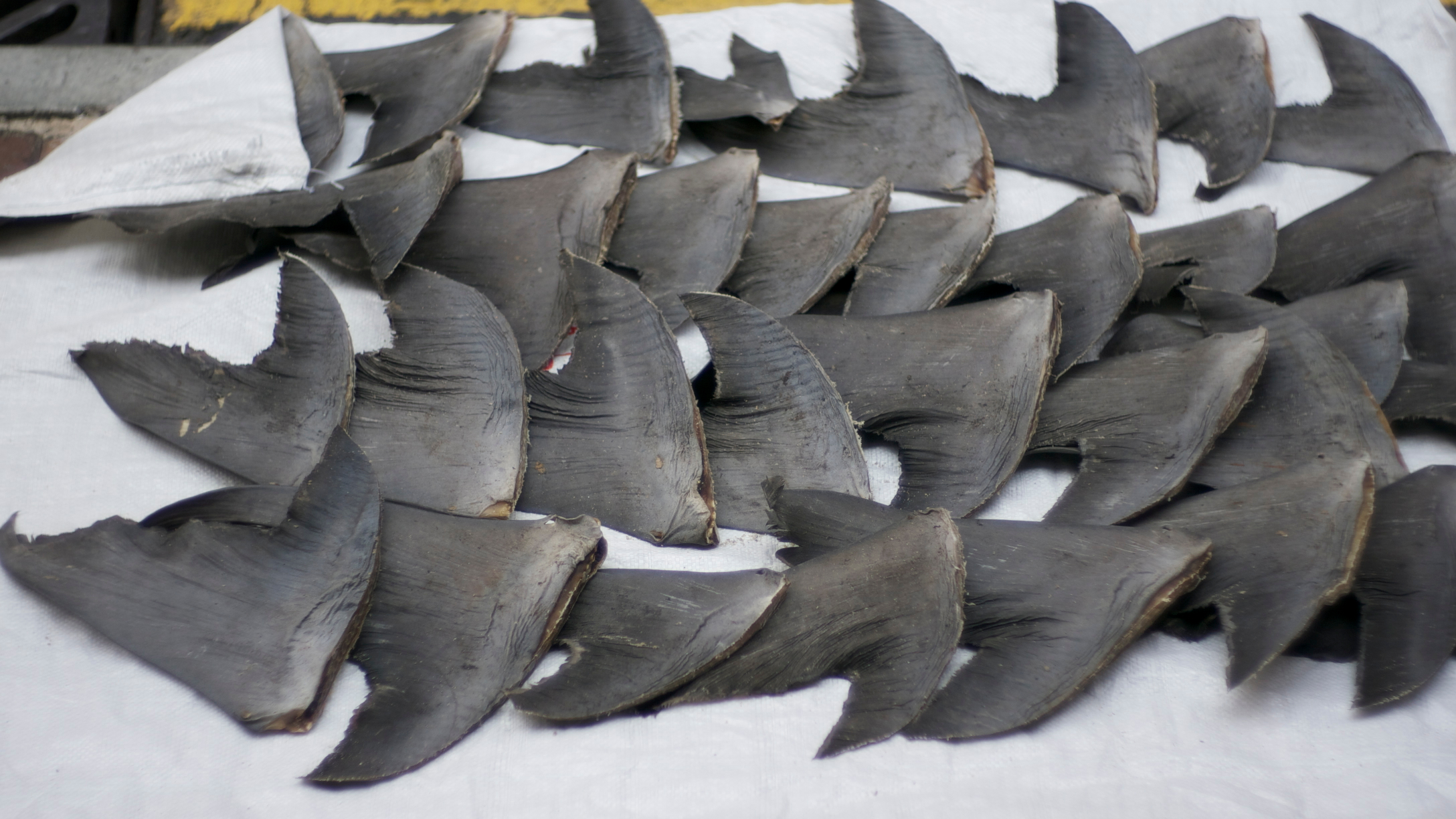
Haifischflossen in Hongkong

Am 15. September 2007 wurde die Haifischflossensuppe von Speisekarten bei offiziellen Anlässen gestrichen. Diese Aktion wurde als Zugeständnis des malaysischen Umweltministers Azmi Khalid an die lokale Umweltorganisation Malaysian Nature Society for conservation of shark species gesehen.

### Malediven
Seit 1997 ist auf den Malediven das Fischen und „Finnen“ von Haien (zumindest innerhalb der Touristenatolle) offiziell verboten, wird vonseiten der Regierung und der Behörden jedoch nicht verfolgt. Da die Haischutzorganisation Sharkproject regelmäßig Nachweise von getöteten Haien aus der Region erhielt, aber niemals ein Fall bekannt wurde, in dem ein Vergehen durch einheimische Fischer bestraft wurde, verlieh die Organisation der Regierung der Malediven den Negativpreis Shark Enemy Award 2004 aufgrund „verlogener Regierungspolitik“.

### Neuseeland
Der Weiße Hai wurde in den neuseeländischen Hoheitsgewässern unter Schutz gestellt. Auch der Fang durch neuseeländische Fischerboote ist verboten. Shark-Finning ist an anderen Haiarten zulässig, wenn sie bereits tot sind.

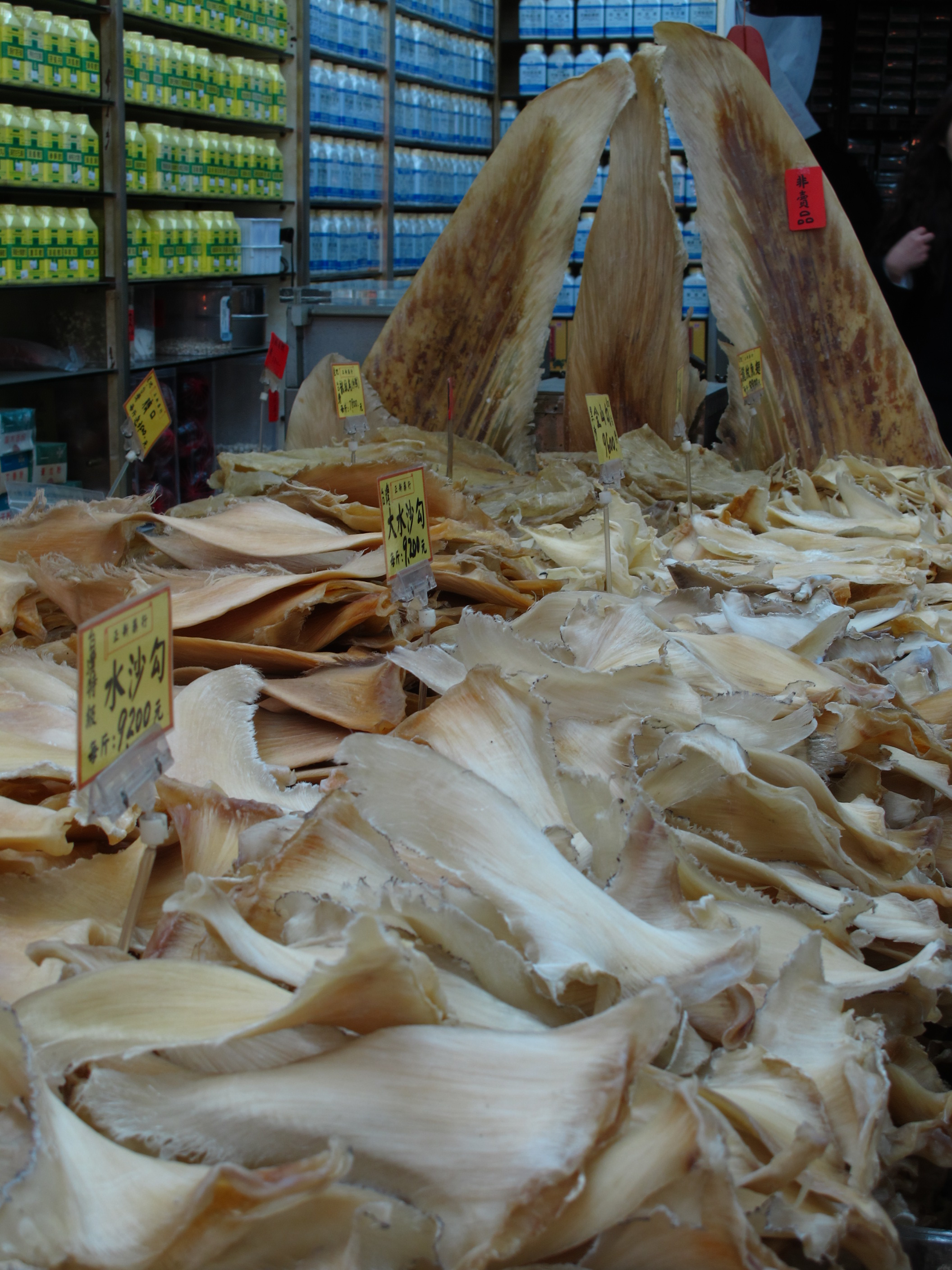
Getrocknete Haifischflossen zum Verkauf in Taiwan

### Vereinigte Staaten
Seit dem Jahr 2002 ist das Haifischen für Schiffe in den Gewässern der USA verboten. Dieses Fangverbot gilt allerdings nur für Schiffe, die unter US-amerikanischer Flagge fahren. Andere Schiffe fangen daher weiterhin ungehindert Haie.

### Europäische Union
In der EU wurde das Abtrennen von Haifischflossen an Bord von Schiffen im Jahr 2003 untersagt. Die Verordnung erlaubte allerdings noch Ausnahmen in Form von speziellen Fangerlaubnissen. Diese galten für Schiffe, welche angaben, alle Haifischteile zu verwerten und die Tierkörper an Bord zu behalten, statt den verstümmelten Körper der Haie wieder ins Meer zurückzuwerfen. Flossen und Körper konnten jedoch in unterschiedliche Häfen verbracht werden, was eine Kontrolle in der Praxis unmöglich machte. Die Schlupflöcher wurden vor allem von Spanien und Portugal genutzt, um weiter Finning zu betreiben. Am 22. November 2012 beschloss das EU-Parlament (gegen die Stimmen von Spanien und Portugal) eine verschärfte Neuregelung, nach der Haie nur noch mit intakten Flossen an Land gebracht werden dürfen. Die neue Verordnung trat am 6. Juli 2013, sieben Tage nach ihrer Veröffentlichung im Amtsblatt der Europäischen Union, in Kraft und gilt für alle EU-Gewässer und Schiffe unter EU-Flagge.
Der Handel mit Haiflossen in der EU bleibt weiterhin erlaubt. Für den persönlichen Bedarf gilt derzeit eine Freimenge von 20 kg. Europäische Länder wie Spanien und Portugal gehören weiterhin zu größten Haifangnationen weltweit und exportieren Haiflossen für den asiatischen Markt. Die europäische Bürgerinitiative Stop Finning – Stop the Trade hat die Forderung erhoben, den Handel mit Haiflossen in der Europäischen Union vollständig zu unterbinden.